# Brytjärn
Brytjärn är ett hjälpredskap vid fällning av träd.
Brytjärnet förs in i fällsnittet som man gjort med motorsågen, därefter använder man brytjärnet som hävarm för att välta trädet så att detta faller.